# Smajlovići
Smajlovići su naseljeno mjesto u općini Fojnica, Federacija Bosne i Hercegovine, BiH.
Nalazi se oko 5 kilometara istočno od Fojnice.

## Stanovništvo

### 1991.
Nacionalni sastav stanovništva 1991. godine, bio je sljedeći:
ukupno: 171
- Muslimani - 162
- Jugoslaveni - 4
- ostali, neopredijeljeni i nepoznato - 5

### 2013.
Nacionalni sastav stanovništva 2013. godine, bio je sljedeći:
ukupno: 105
- Bošnjaci - 105

## Vanjske poveznice
- Satelitska snimka  Arhivirana inačica izvorne stranice od 29. ožujka 2021. (Wayback Machine)